# باول هيغينز (لاعب هوكي جليد)
باول هيغينز (بالإنجليزية: Paul Higgins)‏ هو لاعب هوكي جليد أمريكي، ولد في 13 يناير 1962 في سانت جون في كندا.

## وصلات خارجية
- باول هيغينز على موقع دوري الهوكي الوطني (الإنجليزية)
- باول هيغينز على موقع قاعة مشاهير الهوكي (لاعب أن.إتش.أل) (الإنجليزية)
- باول هيغينز على موقع EliteProspects.com (الإنجليزية)
- باول هيغينز على موقع HockeyDB.com (الإنجليزية)
- باول هيغينز على موقع Hockey-Reference.com (الإنجليزية)